# Nepheloleuca politia
Nepheloleuca politia je druh píďalkovitého mola z čeledi píďalkovitých. Vyskytuje se v Karibském moři, Střední Americe a Severní Americe.